# ویکی‌پدیای وروی
ویکی‌پدیای وروی نسخه زبان وروی وب‌گاه ویکی‌پدیا است.
زبان وروی تا ۲۳ دسامبر ۲۰۱۲ میلادی با بیش از ۵٬۰۶۰ مقاله در رده یک‌صدوچهل‌وسه ویکی‌پدیاها قرار گرفته‌است.